# ラノブル
ラノブル （Lanobre）は、フランス、オーヴェルニュ＝ローヌ＝アルプ地域圏、カンタル県のコミューン。

## 地理
コミューンは、ピュイ＝ド＝ドーム県と、リムーザン地域圏のコレーズ県との県境に位置している。西側はドルドーニュ川（ボール＝レゾルグ・ダム）と接し、東側はその支流タランテーヌ川と8km以上接している。北はドルドーニュの支流ティアル川、そしてパヌイユ川と接している。

## 人口統計
| 1962年 | 1968年 | 1975年 | 1982年 | 1990年 | 1999年 | 2006年 | 2011年 |
| ------ | ------ | ------ | ------ | ------ | ------ | ------ | ------ |
| 1486   | 1418   | 1468   | 1435   | 1473   | 1416   | 1426   | 1442   |

参照元:1999年までEHESS、2004年以降INSEE

## 史跡
- ノートルダム教会 - 12世紀。オート・オーヴェルニュ地方独特のロマネスク様式。1963年より歴史文化財指定されている[4]。
- ヴァル城 - 15世紀。歴史文化財[5]。
- ボール＝レゾルグ・ダム - ダムの北側はコミューンの領域に含まれる。

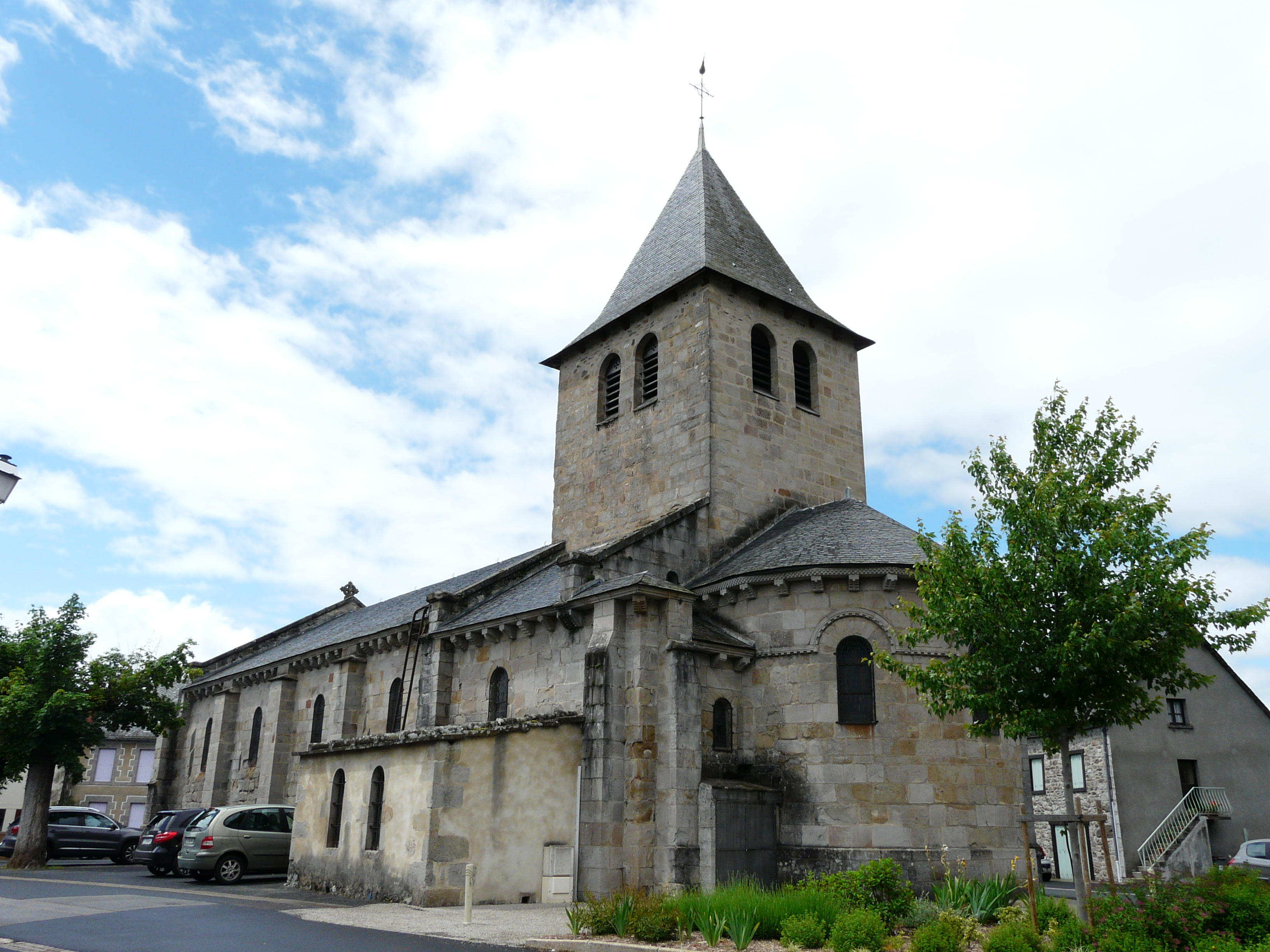
ノートルダム教会
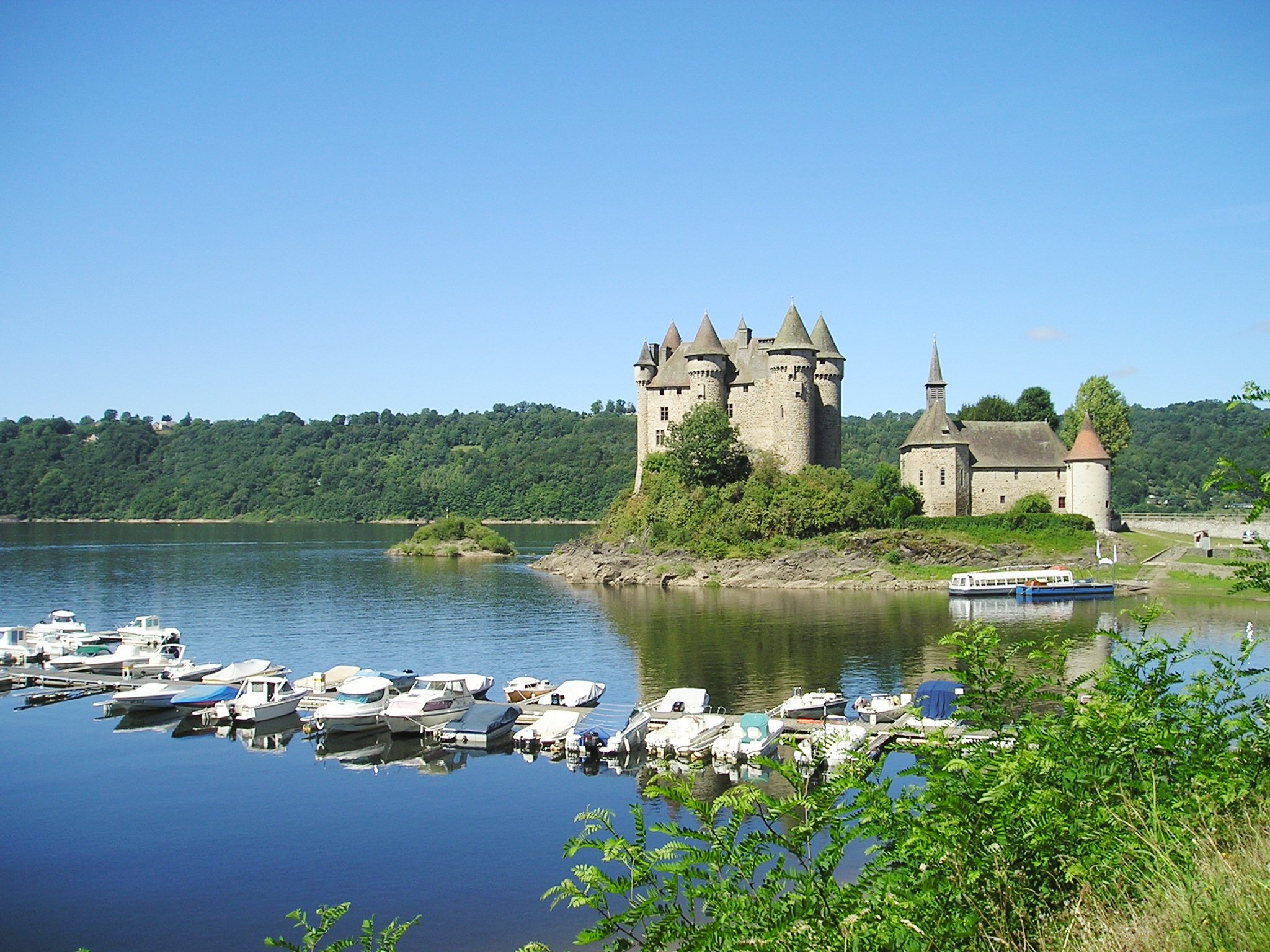
ヴァル城とボール＝レゾルグ・ダム
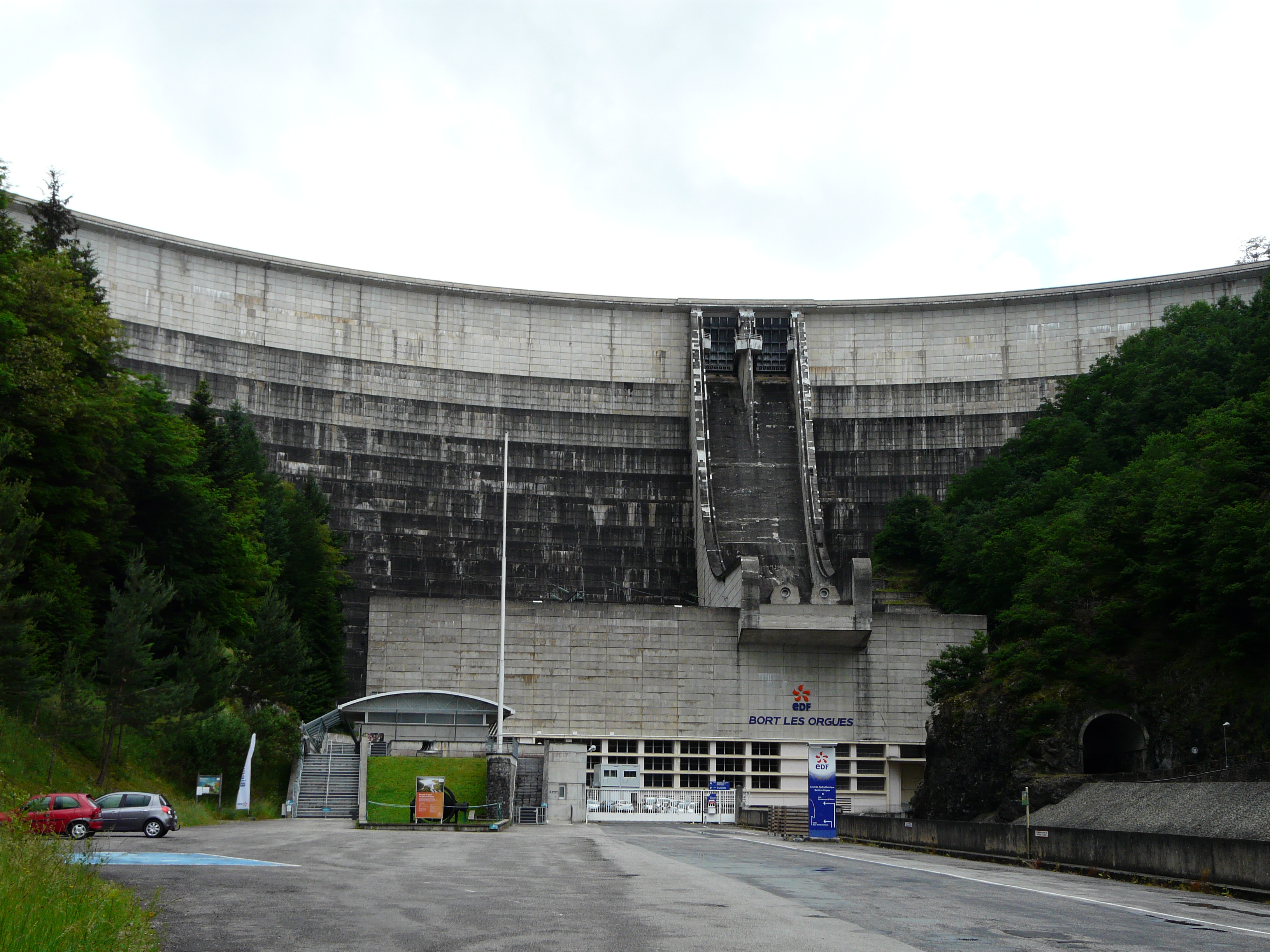
ダム

## 姉妹都市
- ボゼル、フランス